# Comune di Thyholm
Il comune di Thyholm, fino al 1º gennaio 2007 è stato un comune danese situato contea di Ringkjøbing, il comune aveva una popolazione di 3 577 abitanti (2005) e una superficie di 76 km². Capoluogo era la cittadina di Hvidbjerg.
Dal 1º gennaio 2007, con l'entrata in vigore della riforma amministrativa, il comune è stato soppresso e accorpato al riformato comune di Struer.